# Susan Maughan
Marion Susan Maughan (* 1. Juli 1938 in Newcastle upon Tyne, Vereinigtes Königreich) ist eine britische Pop-Sängerin, die vor allem während der 1960er Jahre erfolgreich war.

## Anfänge
Maughan wurde 1938 in Newcastle upon Tyne geboren und wuchs in Consett in der Grafschaft Durham auf, wo ihre Eltern den Castleside Working Men’s Club und ihre Großeltern das Burton Hotel führten. Sie besuchte die örtliche Medomsley Road Primary School. 1953 zog ihre Familie nach Birmingham. In Presseveröffentlichungen und LP-Begleittexten der 1960er Jahre wurde ihr Geburtsjahr oft mit 1942 angegeben. Dabei handelte es sich aber nur um einen Publicity-Stunt, um sie der jugendorientierten Mod-Kultur der Swinging Sixties näherzubringen.
Nach dem Schulabschluss war Maughan zunächst als Sekretärin tätig, bis sie Ende der 1950er Jahre in der britischen Musikpublikation Disc Weekly eine Anzeige sah, in der eine neue Sängerin für die Ronnie Hancox Dance Band gesucht wurde. Maughan sprach erfolgreich vor und ging für drei Jahre mit der Band auf Tournee. Während dieser Zeit lernte Maughan Musik zu lesen und zu schreiben. 1961 wurde sie Dick Katz vorgestellt, der zu dem Zeitpunkt eine Sängerin für Ray Ellington suchte. Maughan blieb ein Jahr Teil des Ray Ellington Quartet und trat in diesem Rahmen unter anderem im Sporting Club in Monte Carlo auf.
Nach ihrer Rückkehr nach London bekam Maughan einen Plattenvertrag bei Philips Records und wurde fortan von Johnny Franz produziert. Franz war in den 1960er Jahren einer der erfolgreichsten und meistgefragten Musikproduzenten des Vereinigten Königreichs, der unter anderem Platten für Dusty Springfield, Shirley Bassey, The Walker Brothers und Madeline Bell produzierte.

## Erfolg
Ihre ersten drei Singles für das Philips-Label, Mama Do the Twist (1961), Some of These Days (1962) und I’ve Got to Learn to Forget (1962) floppten. Mit ihrer vierten Single, Bobby’s Girl, hatte sie im Oktober 1962 ihren Durchbruch, als die Single Platz 3 der britischen Single-Charts und Platz 6 in Norwegen erreichte (zur gleichen Zeit war das Lied ein Hit für Marcie Blane in den USA).
Im November 1963 trat Maughan neben Marlene Dietrich und den Beatles bei der jährlichen Royal Variety Performance im Prince of Wales Theatre in London auf. Bei diesem Auftritt sang sie ihren Hit Bobby’s Girl sowie den Rodgers/Hammerstein-Klassiker It Might as Well Be Spring. Maughan war zudem ein regelmäßiger Gast bei britischen TV-Shows wie Thank Your Lucky Stars, Ready Steady Go, und Morecambe and Wise. Hinzu kam ihre erste Filmrolle in What a Crazy World (1963, Regie: Michael Carreras) mit Joe Brown und Marty Wilde. Im gleichen Jahr sang sie in der Komödie Two Left Feet (Regie: Roy Ward Baker) das Lied Where Were You When I Needed You?.
1964 veröffentlichte sie eine Coverversion von Kitty Kallens Nr.-1-Hit von 1953 Little Things Mean a Lot. Nachfolgende Singles wie Call on Me (1964) und You Can Never Get Away From Me waren nicht kommerziell erfolgreich, aber die B-Seite Don’t Be Afraid von 1965 erwies sich als beliebt in der LGBT-Community. 1966 nahm sie die Titelmelodie für die britische Komödie Where the Bullets Fly (Regie: John Gilling) auf.
1965 war Maughan zusammen mit den Beatles, den Animals, Herman’s Hermits und anderen populären Vertretern der British Invasion in dem britischen Musikfilm Pop Gear (Regie: Frederic Goode) zu sehen. Sie und Billie Davis waren die einzigen weiblichen Solo-Performerinnen in dem ansonsten von männlichen Beat-Bands dominierten Film.
Am 8. Februar 1965 heiratete Maughan in Hampstead den Werbefachmann Nicholas Teller. Die Ehe wurde später geschieden.
Wie viele andere englischsprachige Künstler ihrer Zeit nahm auch Maughan eine deutschsprachige, für den deutschen Markt ausgerichtete Single auf. Dreamboy, geschrieben von Klaus Munro war die A-Seite. Auf der B-Seite war Billy-Boy, geschrieben von Fini Busch, Jack Wolf und Bugs Bower. Ihr 1967 erschienenes viertes Album Hey Look Me Over sollte sie von der Easy-Listening-Popmusik der 1960er Jahre wegbringen und einem reiferen Publikum zuführen.

## Eigenkompositionen
Die Single Hand a Handkerchief to Helen (ebenfalls aufgenommen von Helen Shapiro) erreichte im Februar 1963 Platz 41 der britischen Single-Charts. Die B-Seite dieser Single, I’m a Lonely One Too ist bemerkenswert, da sie Maughans erster selbstgeschriebener, veröffentlichter Song war. Die Single She’s New to You erreichte im Mai 1963 Platz 45 der britischen Single-Charts. Die B-Seite dieser Single, Don’t Get Carried Away, war ebenfalls selbstgeschrieben.
Der Trend, dass Susan Maughan ihre eigenen B-Seiten schrieb, setzte sich im Verlauf der 1960er Jahre fort. Die B-Seite der Single The Verdict is Guilty (1963), Bachelor Girl, war ebenfalls ein selbstgeschriebener Song, wie auch Somebody to Love, die B-Seite von Don’t Go Home (1966) und auch Off My Mind, die B-Seite der Single Cable Car for Two (1968), geschrieben von Ken Howard & Alan Blaikley. Maughan war neben Dusty Springfield, Petula Clark, Jackie Trent, Barbara Ruskin und Lesley Duncan unter den wenigen britischen Solokünstlerinnen der 1960er Jahre, die eigenes Material schrieben.

## Späte Jahre
1971 wechselte Maughan zu Ember Records, wo 1974 ihr fünftes Studioalbum This is Me veröffentlicht wurde. In diesem Zeitraum nahm sie den Song El Bimbo auf, der auch von Rosanna Fratello (Italien) und Marion Rung (Finnland) aufgenommen wurde. Im April desgleichen Jahr trat sie für Clodagh Rodgers ein, als diese am Eröffnungsabend aus der Produktion Meet Me in London im Adelphi Theatre ausstieg, nachdem einer ihrer Songs aus der Produktion gestrichen worden war. Im Juli 1971 nahm sie mit dem von Les Vandyke geschriebenen und produzierten Stück I Can’t Make You Love Me am Songfestival von Knokke teil. Es gewann der rumänische Beitrag.
In den 1970er und 1980er Jahren wurde es neben gelegentlichen Nostalgia-Auftritte mit anderen britischen Künstlern der 1960er Jahre ruhig um Maughan. 1974 nahm sie den Titel Time für den Soundtrack des Films Kesse Mary – Irrer Larry (Regie: John Hough) auf.
Maughan lebte heute mit ihrem zweiten Ehemann Nick Leigh in Eastbourne an der Südküste Englands. Sie haben einen gemeinsamen Sohn, Greg.

## Diskografie

### Studioalben
- 1962: Swingin’ Susan (Philips BL 7577)
- 1963: I Wanna Be Bobby’s Girl But… (Philips 632 300 BL)
- 1964: Sentimental Susan (Philips BL 7637)
- 1967: Hey Look Me Over (Philips BL 7791)
- 1974: This is Me (Ember NR 5071)
- 1979: Superlady (Performance PERF 2)
- 2001: Let’s Go Round Again, selbstveröffentlicht

### Singles
- 1962: I’ve Got to Learn to Forget / I Didn’t Mean What I Said (Philips 326533 BF)
- 1962: Baby Doll Twist / Some of These Days (Philips PB 1236)
- 1962: Mama Do the Twist / Blue Night in Yokohama (Philips PB 1216)
- 1962: Bobby’s Girl / Come a Little Closer (Philips 326 544 BF)
- 1963: Hand a Handkerchief to Helen / I’m a Lonely One Too (Philips 326562 BF)
- 1963: The Verdict is Guilty / Bachelor Girl (Philips BF 1266)
- 1963: She’s New to You / Don’t Get Carried Away (Philips 326586 BF)
- 1964: Hey Lover / Stop Your Foolin’ (Philips BF 1301)
- 1964: Kiss Me Sailor / Call on Me (Philips BF 1336)
- 1964: Little Things Mean a Lot / That Other Place (Philips BF 1363)
- 1964: Make Him Mine / South American Joe (Philips BF 1382)
- 1965: You Can Never Get Away from Me / Don’t Be Afraid (Philips BF 1399)
- 1965: When She Walks Away / Come Along Down and See Me  (Philips BF 1417)
- 1965: Poor Boy / Your Girl (Philips BF 1445)
- 1966: Come and Get Me / Don’t Love Him Too Much (Philips BF 1495)
- 1966: Where the Bullets Fly / I’ll Never Stop Loving You (Philips BF 1518)
- 1966: Don’t Go Home (My Little Darlin') / Somebody to Love (Philips BF 1564)
- 1967: To Him / Alone (Philips BF 1619)
- 1968: I Remember Loving You / Why Don’t You Say You Love Me (Philips BF 1679)
- 1968: Cable Car for Two / Off My Mind  (Philips BF 1713)
- 1969: We Really Go Together / I’ll Never Forget You (Philips BF 1824)
- 1971: I Saw a Rainbow / Love of the Lonely (Spark SRL 1054)
- 1971: I Can’t Make You Love Me / I’m Gonna Get That Guy (Spark SRL 1049)
- 1972: Everybody Sing / I’ve Gotta Guy (RCA Victor RCA 2217)
- 1974: Time (Is Such a Funny Thing) / This Is Me (Ember EMBS 331)
- 1975: El Bimbo / There Is a River (Ember EMBS 343)
- 1975: Almost Close to You / Bigger Than I (Ember EMA-5)
- 1975: It’s the Same Old Song / La La Song (Ember EMA-6)

### Extended Plays
- 1962: Hi! I’m Susan Maughan and I Sing...: Baby Doll Twist (Broken Doll), Changing Partners, Mama Do the Twist, Blue Night in Yokohama (Philips BBE 12525)
- 1962: Effervescent Miss Maughan: I’ve Got to Learn to Forget, I Didn’t Mean What I Said, Too Late, I’ll Close My Eyes (Philips 433 621 BE)
- 1963: More of Maughan: Bobby’s Girl, Come a Little Closer, Hand a Handkerchief to Helen, I’m a Lonely One Too (Philips 433 641 BE)
- 1963: Four Beaux and a Belle: I’m Just Wild About Harry, Charlie Is My Darling, Oh Johnny! Oh Johnny! Oh!, Billy (I Always Dream of Bill) (Philips BE 12549)

### Compilations
- 1967: Bobby’s Girl (Wing Records WL.1105)
- 1996: I Want To be Bobby’s Girl (Gold Dust Records GD-CD 951)
- 1999: The Best of Susan Maughan (Spectrum Music 554 752-2)